# Hatari (groupe)
Pour les articles homonymes, voir Hatari.
Hatari (litt. « haineux ») est un groupe musical islandais d'électro-industriel, originaire de Reykjavik. Le groupe est composé de Klemens Nikulásson Hannigan, Matthías Tryggvi Haraldsson et Einar Hrafn Stefánsson. À ce jour, le groupe a sorti un EP, six singles, ainsi qu'un album.
En 2019, Hatari représente l'Islande à la 64e édition du Concours Eurovision de la chanson avec sa chanson Hatrið mun sigra (litt. « La haine triomphera »). Le groupe termine 3e de sa demi-finale, et se qualifie ainsi pour la finale durant laquelle il termine à la 10e place.

## Biographie

### Formation et débuts (2015-2018)
Hatari est créé en 2015 par Klemens Nikulásson Hannigan et Matthías Tryggvi Haraldsson, avant d'être rejoint plus tard par Einar Hrafn Stefánsson. Au cours de l'année 2016, ils se produisent à cinq reprises, notamment à Reykjavik, à Eistnaflug, au festival LungA et à Norðanpaunk, avant leurs représentations en petits groupes à Iceland Airwaves, organisées au Kex Hostel de Reykjavík, les 31 octobre et 6 novembre 2016.
Le premier EP du groupe intitulé Neysluvara, sort le 31 octobre 2017 sous le label Svikamylla ehf. En prévision de la sortie de l'EP, le groupe publie également deux vidéoclips pour les chansons X et Ódýr.
Le 21 décembre 2018, Hatari annonce que le conseil d'administration de Svikamylla ehf. aurait prétendument adopté une résolution pour dissoudre le groupe. Le groupe explique que la décision a été prise après leur échec de renverser le capitalisme. À la suite de cette annonce, Hatari publie le clip du nouveau single Spillingardans. Leur concert final s'est tenu au Húrra, un bar du centre de la capitale islandaise, le 28 décembre.

### Participation auConcours Eurovision 2019et nouveaux singles (2019)
Cependant, le groupe refait surface en janvier 2019, avec sa nouvelle chanson Hatrið mun sigra, qui fait partie des dix chansons participant au Söngvakeppnin 2019, la sélection nationale islandaise pour représenter le pays au Concours Eurovision de la chanson 2019. Hatari remporte la sélection le 2 mars, en remportant 54,36 % des suffrages du public islandais. Il se représente par conséquent à Tel Aviv, lors de la 1re demi-finale le 14 mai 2019.
Le groupe finit 3e de cette demi-finale avec 221 points, derrière l'Australie et la Tchéquie, et permet à l'Islande de se qualifier pour la finale pour la première fois depuis 2014. Lors de celle-ci, le 18 mai, Hatari obtient 234 points et finit à la 10e place, soit le meilleur résultat du pays depuis la deuxième place obtenue par Yohanna en 2009. Les membres du groupe se font remarquer lors du décompte des votes : alors que la caméra se met à les filmer, ils décident de brandir des banderoles aux couleurs de la Palestine, ce qui provoque les huées du public. Quelques minutes après la fin du concours, le drapeau de la Palestine est également publié sur leur compte Instagram.
À la suite de leur performance, ils publient quelques singles, dont Klefi/Samed (صامد) le 24 mai 2019 réalisé en collaboration avec l'artiste palestinien Bashar Murad, ainsi que Klámstrákur.

### Neyslutrans(depuis 2020)
C'est le 17 janvier 2020 qu'ils sortent leur premier album Neyslutrans. Ils annoncent vouloir partir en tournée promotionnelle en Europe intitulée « Europe Will Crumble Tour » qui débuterait le 26 janvier 2020 à Oslo pour s'achever le 2 avril de la même année à Paris. Ils seront alors accompagnés du groupe Cyber. Cependant, en raison de l'épidémie de Covid-19, le groupe se voit contraint de reporter cette dernière.
Le 3 août 2020, ils confirment leur participation pour le Download festival du 04 au 06 juin 2021. Le 14 novembre 2020, ils se produisent au Iceland Airwaves 2020 en streaming.
Le 19 février 2021, pour marquer le premier anniversaire de la sortie de leur premier album, le groupe met à disposition de ses fans une version remixée. Quelques jours plus tard, le 26 février 2021, un documentaire intitulé A Song Called Hate et réalisé par Anna Hildur Hildibrandsdottir retrace leur parcours au Concours Eurovision 2019. Il sort en Islande, dans leur pays d'origine. Le film décroche deux nominations, dont une au festival du film de Göteborg.
Le 4 mars 2023, il est annoncé que Matthías Tryggvi Haraldsson, un des deux chanteurs, quitte le groupe pour se consacrer à sa vie de famille. Le mois suivant, l'un des deux chanteurs du groupe Klemens Nikulásson Hannigan sort son single solo "Never Loved Someone So Much".

## Analyse musicale
Hatari est un groupe qui est souvent décrit comme étant un mélange unique de différents styles musicaux, combinant des éléments de musique électronique, de punk, de rock industriel, de metal et de musique expérimentale. Leur style musical est souvent qualifié de techno-punk, d'electronicore, de bondage-pop ou encore d’industrial-goth,.
La musique de Hatari se caractérise par des rythmes puissants, des basses lourdes et des synthétiseurs agressifs. Leur musique est souvent accompagnée de paroles provocantes et politiquement engagées. Les membres du groupe utilisent leur musiques pour aborder des questions sociales et politiques, notamment les inégalités, le capitalisme, l'autoritarisme, les droits de l'homme et l'environnement. Leur approche artistique est souvent considérée comme subversive et controversée. Le groupe combine souvent l'ironie, la satire et la provocation pour exprimer leurs idées et leurs valeurs,.
Sur scène, Hatari est connu pour ses performances énergiques et théâtrales. Ils portent des costumes excentriques, arborant souvent des tenues BDSM et des masques. Leur esthétique visuelle est sombre et dystopique, créant une atmosphère intense et captivante pour leurs spectacles.
Hatari se distingue par leurs tenues excentriques et leur esthétique post-apocalyptique. Ils portent des costumes en latex noir, des accessoires en métal et des ornements extravagants, créant ainsi une image visuelle saisissante et dérangeante. Leur style vestimentaire et leur esthétique visuelle contribuent à renforcer leur message artistique et à provoquer des réactions chez leur public.

## Membres du groupe
- Matthías Tryggvi Haraldsson : chant (2015 - 2023)
- Klemens Nikulásson Hannigan : chant (depuis 2015)
- Einar Hrafn Stefánsson : batterie (depuis 2015)

## Discographie

### Singles
- 2019 : Spillingardans
- 2019 : Hatrið mun sigra
- 2019 :  Klefi/صامد (feat. Bashar Murad)
- 2019 : Klámstrákur
- 2022 : Dansið eða Deyið